# Edward Finch
Edward Finch (ur. ok. 1697, zm. 16 maja 1771) – brytyjski dyplomata. Jego ojcem był Daniel Finch, a bratem William Finch (1691-1766).
Studiował w Trinity College na Uniwersytecie Cambridge. Następnie, w latach 1728-46, był członkiem Christ’s College na tymże uniwersytecie.
W latach 1727–1768 Finch reprezentował uniwersytet w Cambridge w parlamencie brytyjskim. W latach 1724–1725 był  brytyjskim posłem nadzwyczajnym przy sejmie Rzeszy w Ratyzbonie.
W roku 1725 Jerzy I Hanowerski wysłał Fincha do Augusta II, ponieważ  tumult toruński (1724) rozgniewał protestanckich władców Prus i Anglii. August II Mocny, nie bronił oskarżonych protestantów przed karą, by przypodobać się szlachcie katolickiej, lecz za granicą zostało to bardzo źle odebrane. Królestwo Prus i Wielka Brytania rozważały wysłanie wojsk do Polski by bronić sprawy protestanckiej. Finch pojechał najpierw do Drezna, a potem do Warszawy, gdzie poproszono go by wrócił do Anglii. Podkanclerzy litewski Kazimierz Czartoryski na upomnienia i żądania Fincha odpowiedział, że król Jerzy powinien wpierw zadbać o tolerancję w swoim kraju, zwłaszcza wobec tamtejszych katolików (katolicy nie mieli w Anglii m.in. dostępu do urzędów). August II Mocny napisał do króla Jerzego by zastąpił Fincha kimś innym, jako że nawet prymas Teodor Andrzej Potocki żądał jego odesłania. Jerzy I odmówił i żądał traktowania Fincha jako oficjalnego wysłannika brytyjskiego.
Na sejmie 1726 roku, na którym szlachta gwałtownie skandowała przeciw Finchowi, Jerzemu I i brytyjskim remonstracjom, kanclerz Jan Sebastian Szembek odmówił udzielenia Anglikowi audiencji. Mimo to dopiero jesienią 1727 roku Finch opuścił dwór Augusta II.
Od 1728 roku był brytyjskim posłem nadzwyczajnym w Sztokholmie, skąd korespondował ze swym przełożonym ministrem Harringtonem. W latach 1740–1742 był brytyjskim posłem nadzwyczajnym i ministrem pełnomocnym w Petersburgu. Przebywał tam dokładnie od czerwca 1740 do lutego 1742. Przejeżdżając przez Kurlandię opisał ja jako kraj opustoszały, w którym trudno o jedzenie i zapasy. Ambasador Francji w Petersburgu w latach 1739-1743 Jacques-Joachim Trotti, markiz de La Chétardie prowadził z nim prawdziwy pojedynek o sympatię cesarzowej Elżbiety.
W 1757 otrzymał dworską funkcję królewskiego garderobianego (master of the robes).  
W roku 1764 odziedziczył majątek, po zmarłym bracie swej matki wicehrabim Williamie Hatton i przyjął tytuł wicehrabiego Hatton. Jego żoną była Elizabeth Palmer, córka  Thomasa Palmera. Mieli razem troje dzieci.